# Chef-lieu
Chef-lieu är benämningen på huvudorter i ett flertal administrativa indelningar i främst franskspråkiga länder.

## Användning i Frankrike
Om det är huvudorten i ett av Frankrikes departement så benämns orten préfecture. Huvudorten i ett arrondissement kallas sous-préfecture. Chef-lieu benämns även huvudorten i en kanton och likaså i en kommun.